# Детские игры (балет)
«Де́тские и́гры» (фр. Jeux d’Enfants) — одноактный балет в постановке Л. Ф. Мясина на музыку Ж. Бизе, либретто Б. Е. Кохно, сценография Ж. Миро. Впервые представлен 14 апреля 1932 года труппой Русский балет Монте-Карло в Монте-Карло.

## История
Это была первая работа Мясина для труппы Русский балет Монте-Карло Рене Блюма и полковника Василия де Базиля. В его создании активно участвовал Кохно, сочинив сценарий и пытаясь привлечь к оформлению балета Альберто Джакометти, но после его отказа сценография была поручена Жоану Миро, который «изобразил две абстрактные конструкции: одна — большой белый круг, а другая — высокий чёрный наклонный треугольник, похожий на бумажный колпак, откуда появляются два Духа, управляющие игрушками». 
В этом сочинении Мясина продолжена тема оживших кукол балета «Волшебная лавка» (1919). При постановке танцев хореограф избегал условных и неестественных кукольных движений, представил игрушки похожими на людей с их человеческими качествами.
На либретто Кохно Мясин ранее создал балеты «Матросы» и «Зефир и Флора» (оба 1925), а позднее, в 1949 году — «Художник и его модель» («Несчастный художник»). В том же 1949 году хореограф ещё раз обратился к музыке Бизе, поставив балетные номера в опере «Кармен» в миланском театре Ла Скала.

## Сюжет
В балете представлен необычный мир оживших игрушек. Ночью Девочка проснулась от шума, который устроили игрушки, на время получившие от двух Духов игрушек способность двигаться. От увиденного Девочка приходит в восторг и пытается участвовать в их тайной жизни. Быстро вращается Волчок. Весело стуча копытцами гарцуют Деревянные лошадки. Ракетки перебрасываются порхающим Воланом. Затем четыре куклы в одежде Амазонок сражаются на мечах, защищаясь щитами. Позже Девочка пытается ловить Мыльные пузыри. Олицетворяющий мир сказки Путешественник захватывает воображение Девочки настолько, что она влюбляется в него. В конце выходят три сильных и ловких Спортсмена. «С наступлением рассвета Духи игрушек вновь появлялись, чтобы забрать дар движения, которым они наградили игрушки».

## Части
Балет следовал структуре сборника Жоржа Бизе «Детские игры» (или «Игры детей» фр. Jeux d’Enfants) из 12 пьес для фортепиано в 4 руки (GB 142; op. 22, 1871) общей длительностью около 23 минут:
1. Качели (Мечты) / L’Escarpolette (Rêverie)
2. Волчок (Экспромт) / La Toupie (Impromptu)
3. Кукла (Колыбельная) / La Poupée (Berceuse)
4. Деревянные лошадки (Скерцо) / Les Chevaux de Bois (Scherzo)
5. Волан (Фантазия) / Le Volant (Fantasie)
6. Труба и Барабан (Марш) / Trompette et Tambour (Marche)
7. Мыльные Пузыри (Рондино) / Les Bulles de Savon (Rondino)
8. Четыре угла (Эскиз) / Les Quatre Coins (Esquisse)
9. Жмурки (Ноктюрн) / Colin-Maillard (Nocturne)
10. Чехарда (Каприс) / Saute-Mouton (Caprice)
11. Маленький Муж, Малышка Жена (Дуэт) / Petit Mari, Petite Femme! (Duo)
12. Бал (Галоп) / Le Bal (Galop)[8]

## Премьера
- 1932, 14 апреля — «Детские игры», одноактный балет в хореографии Л. Мясина на музыку Ж. Бизе по сценарию Б. Кохно в оформлении Ж. Миро. Русский балет Монте-Карло, Монте-Карло[1][2][9][3]. Действующие лица и исполнители:
- Девочка — Татьяна Рябушинская[2] (первоначально Мясин ставил партию на Блинову, однако премьера досталась Рябушинской)
- Два Духа игрушек — Любовь Ростова и Ролан Герар[4]
- Волчок — Тамара Туманова[2]
- Волан — Валентина Блинова[4]
- Ракетки — Эдуард Борованский[англ.] и Роман Ясинский[англ.][4]
- Путешественник — Давид Лишин[3]
- Спортсмен — Леон Войциховский[4] (?)[2]

10 октября 1938 года «Детские игры» были впервые показаны в Австралии (Мельбурн) во втором австралийском турне труппы полковника де Базиля. В программу того вечера вошли балеты Мясина «Хореартиум» (1933) и «Школа танца» (1933).
Возобновление
- 1955 — Мясин возобновил балет в Буэнос-Айресе[3]